# 龍寶建設
龍寶建設股份有限公司，簡稱龍寶建設，為台灣的建設公司，1989年由張麗莉創立，旗下有「臻品藝術中心」、「名傑營造」關係企業。

## 歷史
- 1989年，張麗莉創立「龍寶建設股份有限公司」。
- 1990年，創立「臻品藝術中心」，執行社區公共藝術品規劃與當代藝文展覽[2]。
- 1992年，「名傑營造」改組成龍寶建設關係企業。

- 1993年，「中港臻邸」於台中市工業區一路98巷7弄60號 落成。
- 1994年，「福華臻邸」於台中市西屯區安和路133號 落成。
- 1994年，「 彰化龍寶臻邸別墅、大樓 」於彰化縣彰化市中山路一段338號 落成。
- 1996年，「人文臻邸」於台中市西區忠誠街33號 落成。
- 1997年，「方圓臻邸」於台中市西屯區至善路57號 落成。
- 1999年，「雅集臻邸」於台中市西屯區臺灣大道三段686巷32號 落成。
- 1999年，「人本臻邸」於台中市西區公益路155巷100號 落成。
- 2001年，「拾穗臻邸」於台中市北屯區青島路三段136號 落成。
- 2006年，「文化臻邸」於台中市西屯區市政北三路143號 落成。
- 2007年，「拾穗臻邸 II 」於台中市北屯區綏遠路一段72號 落成。
- 2008年，「心臻邸」於台中市西屯區市政北一路21號 落成。
- 2010年，「品臻邸」於台中市西區中美街11號 落成。
- 2011年，「怡臻邸」於台中市北區育德路88號 落成。
- 2012年，「誠臻邸」與冠德建設合作，於台中市西屯區市政路60號 落成。[3]
- 2013年，「晴臻邸」於台中市西屯區美滿東三巷88號 落成。
- 2016年，「謙臻邸」與冠德建設合作，於台中市西屯區市政路28號 落成。[4]
- 2016年，「愉臻邸」於台中市烏日區三榮十二路39號 落成。
- 2016年，「悅臻邸」於台中市烏日區三榮路二段198號 落成。
- 2018年，「四季臻邸」於台中市西屯區市政北二路383號 落成。
- 2020年，「仁美臻邸」於台中市北屯區豐樂路28號之6 落成。
- 2023年，「園臻邸」於台中市烏日區三榮二路29號 落成。[5]